# Portobelo
Portobelo (ursprünglich San Felipe de Portobelo, veraltet auch Puerto Bello) ist ein Dorf mit etwa 5000 Einwohnern 30 km nordöstlich des Endes des Panamakanals bei Colón an der Karibik-Küste des mittelamerikanischen Staates Panama. Während der spanischen Kolonialzeit war Portobelo ein wichtiger, von mächtigen Forts beschützter Hafen. Die Festungen wurden 1980 in die Liste des Weltkultur- und Naturerbes der Menschheit der UNESCO aufgenommen. Seit dem Jahr 2012 befindet sich Portobelo wegen des langsamen Zerfalls der gesamten Anlagen aufgrund unzureichender Erhaltungsmaßnahmen auf der Roten Liste des gefährdeten Welterbes.

## Geschichte
Die Bucht, an der die Stadt heute liegt, wurde bereits am 2. November 1502 von Christoph Kolumbus während seiner vierten Reise entdeckt und als „schöner Hafen“ (katalanisch porto belo) beschrieben. Der Hafen, an dem der Camino Real de Castilla de Oro endete, wurde schon vor der offiziellen Stadtgründung rege benutzt. Eine der beiden Linien der spanischen Silberflotte segelte seit 1561 jeden August von hier nach Spanien. Dies verlockte immer wieder Piraten zu Angriffen auf den Hafen bzw. die dort liegenden Schiffe. Im Jahr 1596 starb der englische Freibeuter Francis Drake noch vor der offiziellen Gründung der Stadt an Fieber, während er versuchte, den Hafen zu erobern und zu plündern.
Das Dorf wurde schließlich im Jahr 1597 gegründet und zu Ehren des spanischen Königs Philipp II. San Felipe de Portobelo genannt. Bereits im Jahr 1601 unternahm der englische Pirat William Parker einen Versuch, die Stadt zu erobern. Im Juli 1668 eroberte der Freibeuter Henry Morgan die Stadt tatsächlich durch einen Angriff von der Landseite aus: Nachdem er die Bewohner beraubt hatte, erpresste er mit der Drohung, die Stadt niederzubrennen, von den spanischen Behörden in Panama-Stadt noch ein beträchtliches Lösegeld, ehe er und seine Männer wieder davonsegelten.
Am 20. November 1739, im ersten Jahr des War of Jenkins’ Ear um die spanische Vormachtstellung im westindischen Raum, also in der Karibik, zerstörten die Briten unter Führung von Edward Vernon alle spanischen Militäreinrichtungen von Portobelo und eroberten damit eine der wichtigsten Zwischenstationen der spanischen Silberflotte. Der Erfolg der Briten war jedoch nur von kurzer Dauer, denn bereits zwei Jahre später sahen sie sich – nach der verlustreichen Schlacht von Cartagena de Indias – zur Aufgabe ihrer mittelamerikanischen Eroberungspläne genötigt.
Im Jahr 1821 spaltete sich Panama vom Vizekönigreich Neugranada ab und kam zu Großkolumbien und ab 1831 zur Republik Neugranada. Anschließend gab es mehrere, nur vorübergehend erfolgreiche Versuche zur Erreichung der Unabhängigkeit. Diese wurde jedoch erst in den 1850er Jahren realisiert. Durch den Bau der Eisenbahn (1855) und später des Panamakanals (Eröffnung 1914) über den Isthmus verlor die Stadt ihre wirtschaftliche Bedeutung und ist heute ein kleiner Touristenort.

## Sehenswürdigkeiten
Sehenswert sind unter anderem der alte Hafen am östlichen Ende der Bucht mit der Kirche San Felipe und dem Lager- und Zollgebäude (aduana), in welchem die für Spanien bestimmten Güter aus Südamerika (meist Silber) zwischengelagert wurden. Die Statue des „Schwarzen Christus“, der der Legende nach am Ufer angeschwemmt wurde, ist das Ziel von Pilgern aus dem ganzen Land. Zu seinen Ehren wird am 21. Oktober jeden Jahres von über 100.000 Menschen in Portobelo ein Fest gefeiert.

## Congo-Kultur
In Portobelo wird die Kultur der ehemaligen Sklaven gepflegt. Sie äußert sich in einer besonderen Form des Katholizismus und rhythmischer Trommelmusik und Tanz. Die Congo-Saison liegt vor dem Aschermittwoch. Tänzerisch wird der Kampf zwischen Gut und Böse, der „Congo-Königin“, den „Congos“, ihren Gefolgsleuten und den „diablos“ (Teufel), dargestellt, der mit der Taufe der Bösen endet. Die Congo-Kultur wurde 2018 in die UNESCO-Liste des immateriellen Kulturerbes der Menschheit aufgenommen.

## Sonstiges
Die Stadtteile Portobello in Edinburgh und Dublin sowie die Portobello Road in London sind nach dem Dorf in Panama bzw. nach dessen Hafen benannt.